# Ichiro Abe
Ichiro Abe (Japans: 安部一郎; Abe Ichirō, (Akita, 12 november 1922 – Tokio, 27 februari 2022) was een Japanse judoka van de Kodokan. Hij bezat als een van de weinige mensen ter wereld de tiende dan.
Na in Japan te hebben gewoond ging Abe naar de Kodokan. In 1952 kwam Abe naar België gezonden door de Kodokan om judo te verspreiden en te doceren. Abe was toen nog zesde dan. Hij was internationaal voorzitter van de All Nippon Judo Federation. Hij gaf les op de Tsukuba University. Namens Kodokan werd hij uitgezonden naar Frankrijk (1951) en België (1953). Hij was directeur van Kodokan International van 1969 tot 1997 en directeur van Kodokan Council van 1997 tot 2004. 
Op 83-jarige leeftijd werd aan hem de tiende dan uitgereikt. Een bekend citaat van hem is: "Wanneer je zesmaal geworpen bent, sta zevenmaal weer op!"
Abe werd 99 jaar oud.